# Ичичали
Ичичали — село в Гумбетовском районе Дагестана. Входит в сельское поселение «Сельсовет „Цудни-Шабдухский“».

## Географическое положение
Расположено в 9 км к югу от районного центра села Мехельта.

## Население
| 1895 | 1926 | 1939 | 1970 | 1989 | 2002 | 2010 |
| ---- | ---- | ---- | ---- | ---- | ---- | ---- |
| 484  | ↘482 | ↗654 | ↘494 | ↘124 | ↗180 | ↘160 |
| 2021 |      |      |      |      |      |      |
| ↘146 |      |      |      |      |      |      |

## История
Село ликвидировано в 1944 году, а жители переселены в села Беной и Беной-Ведено (которые соответственно были переименованы в Ичичали и Верхний Ичичали) Андалалского района. В 1957 году ичичалинцев вновь переселяют, теперь в Хасавюртовский район, где образовано село Казбековское (ныне Цияб-Ичичали), а часть жителей возвращается в старое село.
Ичичали — селение в нынешнем Гумбетовском р-не, расположенное у подножия горы Канчитль; здесь находилась семья Шамиля после его ухода из Чечни, см. [Абдурахман из Газикумуха, 1997, с. 160].
2
В январе 1859 г. Шамиль находился в Алистанджи (Чечня): «Шамиль оставался там 20 дней и приказал построить перед селением завалы». Тогда же он отдал приказ жителям селения Дарго переселиться в гумбетовское селение Ичичали, за Андийский перевал.
По Гаджи Али, имам «с приближенными и некоторыми наибами вышел и остановился в с. Эрсеной в трех с половиной верстах от Дарго». Абдурахман уточнял, семья имама «…до этого отправилась в Дагестан. Они жили в селении Ичичали, имея при себе казну имама…» Гаджи Али писал, что жители селения Дарго покинули его по приказу имама еще в середине января 1859 г.
Мухаммедтахир ал-Карахи об этом событии сообщает: «Зимой 1275 (1858/59) г. русские направились к Дарго с силой, которой нельзя противостоять никому. После всяких событий, во время которых пал смертью праведника мухаджир, сражающийся на пути Аллаха, храбрец Раджабиль Мухаммед ал-Чиркави, даргинцы при мучениях от сильного холода перевезли свои семьи и пожитки в Маарух. Казна имама, его семья, семьи некоторых его товарищей и все снаряжение имама — пушки, порох и прочее — были перевезены в Ишичали. Русские приблизились к Дарго с четырех сторон. В Дарго укрепился сын имама, Гази Мухаммед, с войсками и наибами. Они приготовили его к обороне мучительными усилиями, при сильном холоде и голоде, доставляя провиант с большими трудностями из своих домов. Они терпеливо переносили эти лишения около двух месяцев. Затем русские повели такое сильное наступление, что у них не было никаких сил сражаться с ними и оказать им какое-либо сопротивление. Тогда они вышли из Дарго и  ночью его  покинули. Таким образом,  все вилайеты Чечни, один за другим, подпали под власть русских...
Имам и его приближенные и половина его регулярного войска остановились в Ишичали, а остальные войска рассеялись в прочих селениях» · [Хроника..., 1941, с. 243-244].

По Гаджи Али, после схода в Эрсеное 2 апреля «Шамиль потерял всякую надежду и возвратился с приверженцами в селение Ичича»

Абдурахман в «Воспоминаниях» об этих событиях сообщает: «После того как мы окончательно переселились из земель Чечни, имам, его семья и его мюриды остановились в селении Ичичали (одном) из селений Гумбета... Имам Шамиль, имевший намерение подняться на гору Килатль (Ичичали - Канчитль), если в этом будет необходимость, дважды укрепил эту гору «горскими» войсками, вырытыми окопами и каменными стенами... Селение Ичичали было расположено у подножия этой горы. С этой целью все селения Гумбета и Анди были сожжены по распоряжению имама» · [Абдурахман из Газикумуха, 1997, с. 160].